# Flixborough-Unglück
Als Flixborough-Unglück wird ein Chemieunfall in einem britischen Chemiewerk der Firma Nypro in Flixborough bei Scunthorpe in England bezeichnet. Das Unglück geschah am 1. Juni 1974. 28 Menschen kamen dabei ums Leben.

## Vorgeschichte
Im Werk wurde Caprolactam in einem Oxidationsprozess von Cyclohexan zur Herstellung von Polyamid-6 in mehreren Reaktoren produziert. Im März trat Cyclohexan durch ein Leck an einem Reaktor aus. Es erfolgten mehrere Betriebsunterbrechungen in den nächsten Wochen, einige Reaktoren wurden ohne vorherige statische Berechnung zusammengeschlossen.

## Unfall
Am 1. Juni barst aufgrund eines daneben ausgebrochenen Brandes im Werk eine mit Cyclohexan gefüllte Bypass-Leitung. Innerhalb einer Minute entwichen 40 Tonnen der Chemikalie in einer 100 Meter hohen Wolke und explodierten um 4:53 Uhr mit einer Stärke zwischen 15 und 45 Tonnen TNT. Neben den 28 Todesopfern, darunter alle 18 im Kontrollraum anwesenden Personen, wurden 36 Verletzte verzeichnet. Außerhalb des Geländes gab es keine Todesopfer, jedoch 50 Verletzte und etwa 2000 Grundstücke wurden belastet. Der Unfall fand an einem Wochenende mit stark reduzierter Belegschaft statt, ansonsten läge die Zahl der Opfer noch höher.